# 저우리치
저우리치(周麗淇, 주여기, 주려기, 본명은 周麗琪, 영문명은 Niki Chow, 1979년 8월 30일 ~ )는 중화인민공화국 홍콩 특별행정구의 배우, 가수이다.

## 생애
홍콩에서 출생하였으며 지난날 한때 중화인민공화국 상하이에서 잠시 유아기를 보낸 적이 있는 그녀는 1982년 이후 홍콩에서 본격 성장하였고 그 후 그녀는 1999년 광고 모델로 첫 데뷔 후 2001년 홍콩 영화 《옥녀첨정(玉女添丁)》으로 영화배우 데뷔하였으며 2004년부터 텔레비전 드라마에 출연하기 시작하였고 2005년 가수 데뷔하였다. 같은 해 2005년 수필가로 첫 입문을 하였고 이듬해 2006년 소설가로도 첫 입문하였다.
그녀의 언니는 홍콩 패션 모델 출신의 방송인 겸 수필가인 저우원치(周汶錡)이다.

## 같이 보기
- 양이